# Neorossia leptodons
Neorossia leptodons är en bläckfiskart som beskrevs av Reid 1992. Neorossia leptodons ingår i släktet Neorossia och familjen Sepiolidae. IUCN kategoriserar arten globalt som otillräckligt studerad. Inga underarter finns listade i Catalogue of Life.